# Madre Terra (album Tazenda)
Madre Terra è l'ottavo album in studio dei Tazenda, pubblicato il 23 maggio 2008 da Radiorama. È il secondo album inciso con Beppe Dettori alla voce.

## Il disco
Musicalmente parlando non si distingue molto dal precedente Vida, se non per la sua natura più "concept" e un suono più "progressive", in quanto nato con l'obiettivo di affrontare il concetto linguistico della parola "Terra". Nell'album sono presenti tracce come Madre Terra, che dà il nome all'album e nella quale è presente anche la voce di Francesco Renga, Pane caente, già apparsa nell'album Sardinia del 1998 e ivi riarrangiata con l'aggiunta di Dettori alla voce, e Anima nel vento, dedicata all'ex cantante della band Andrea Parodi, scomparso circa due anni prima. Particolare la traccia Phonetic Illusion, dove il sapiente utilizzo di parole in lingua sarda nel testo dà l’illusione di ascoltare parole inglesi.

## Tracce
Testi e musiche di Gino Marielli, eccetto dove indicato.
1. Madre Terra (con Francesco Renga) – 3:41 (testo: Marielli, Kaballà – musica: Marielli)
2. Phonetic Illusion – 3:48
3. Manouches – 3:19
4. Miele amaro – 3:38 (testo: Marielli, Kaballà – musica: Marielli)
5. Narami – 3:39
6. Pane caente – 4:04
7. Anima nel vento – 4:07 (testo: Marielli, Kaballà – musica: Dettori, Scarpetta)
8. Lamentos – 3:01 (testo: Dettori, Scarpetta, Kaballà – musica: Dettori, Scarpetta)
9. Patria quieta – 4:26 (testo: Marielli – musica: Camedda, Marielli)
10. Sa mesa – 4:33
11. Liberamus – 3:51 (testo: Marielli, Kaballà – musica: Dettori, Scarpetta)
12. Lebia nue – 3:11
13. Misterios – 4:02
14. Sacrofango – 1:08 (testo: Marielli – musica: Camedda)

## Formazione
Tazenda
- Beppe Dettori – voce, chitarra acustica
- Gigi Camedda – voce secondaria, tastiera
- Gino Marielli – voce secondaria, chitarra elettrica

Altri musicisti
- Francesco Renga – voce in Madre Terra
- Massimo Cossu – chitarra
- Flavio Scopaz – basso
- Matteo Bassi – basso
- Maurizio Glielmo – dobro, slide guitar
- Paolo Jannacci – fisarmonica
- Emiliano Bassi – batteria

## Successo commerciale
L'album è rimasto per 13 settimane di fila nella Classifica FIMI Album, arrivando alla sua posizione massima, la 31, nella sua quarta settimana di permanenza. A fine anno le sue vendite sono state certificate per oltre 42.342 in tutta Italia, somma che gli è valso il disco d'oro.

## Classifiche
| Classifica (2008) | Posizione massima |
| ----------------- | ----------------- |
| Italia            | 31                |